# Шері (фільм, 2009)
«Ше́рі» (англ. Cheri) — художній фільм Стівена Фрірза, екранізація  однойменного роману Колетт.

## Сюжет
1900-ті рр., Париж. Фільм розповідає про кінець шестилітніх відносин між старіючою колишньою куртизанкою Леа і розпещеним юнаком Шері. Відкидаючи стереотипи, Шері носить шовкові піжами і намиста з перлин Леа і, тим самим, стає об'єктом пильної уваги.

## В ролях
- Мішель Пфайфер[2] — Леа де Лонваль / Lea de Lonval
- Руперт Френд — Шері / Cheri
- Кеті Бейтс — Мадам Пелу / Madame Peloux
- Фелісіті Джонс — Едмі / Edmee
- Френсіс Томелті — Роза / Rose
- Аніта Палленберг — La Copine
- Гарріет Волтер — La Loupiote
- Джейсон Торнтон — Освальд / Oswald
- Ібен Хьоле — Марі-Лаура / Marie Laure